# Ryszard Wilhelm von Dohna

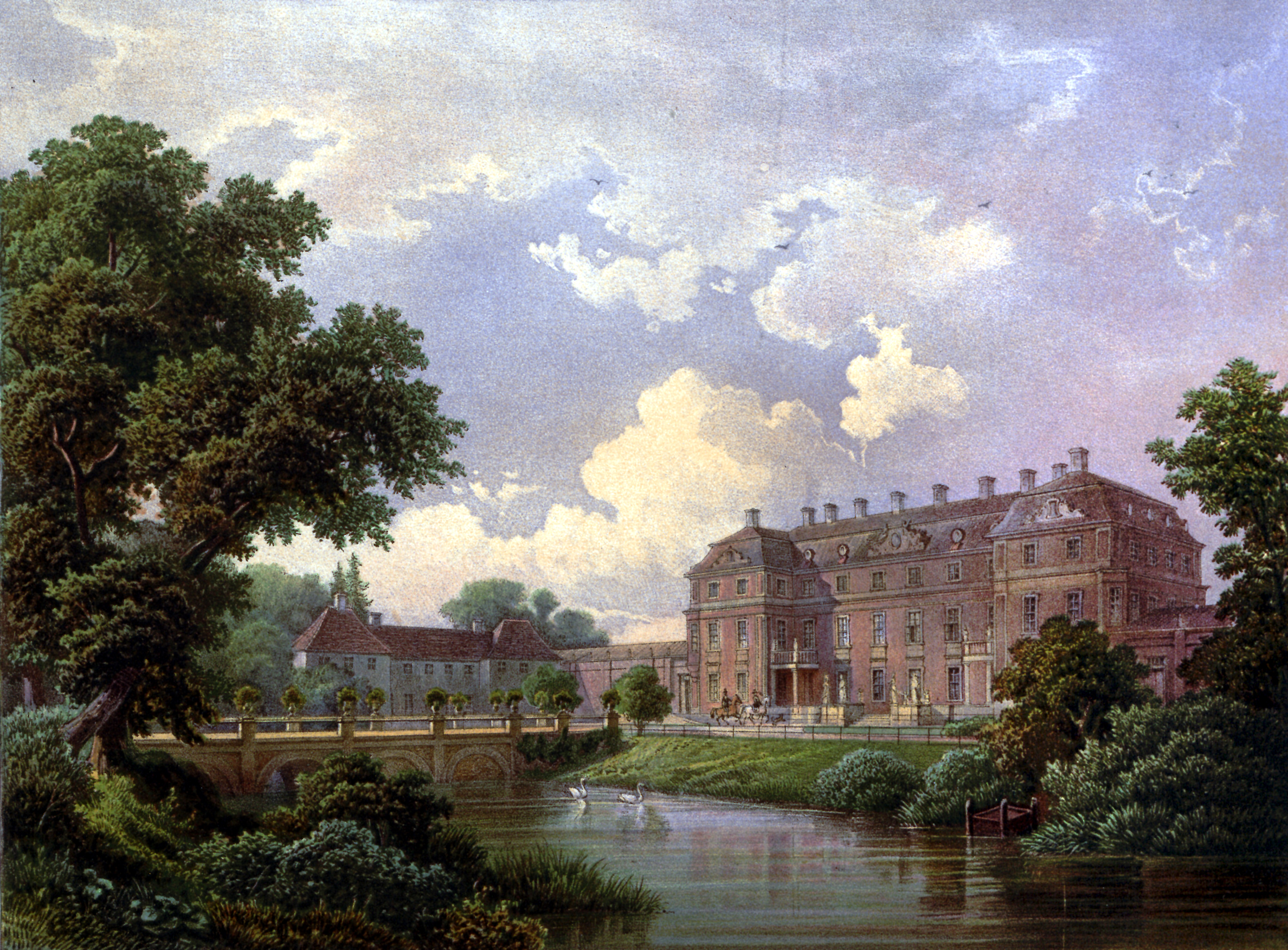
Pałac w Słobitach (XIX w.)

Ryszard Wilhelm von Dohna (niem. Richard Wilhelm Ludwig Fürst zu Dohna-Schlobitten), ur. 17 sierpnia 1843 w Turynie, zm. 21 sierpnia 1916 w Wilnie) – polityk pruski, przyjaciel cesarza Wilhelma II.

## Życiorys
Ryszard Wilhelm von Dohna był synem hrabiego Ryszarda Fryderyka von Dohna (1807–1894) i Matyldy Fryderyki von Truchsess zu Waldburg (1813–1858), był w prostej linii jedenastym potomkiem Stanisława zu Dohna. Na dworze cesarskim Wilhelma II pełnił funkcję Łowczego Dworu oraz Prowadzącego Sforę królewskich polowań. Należał w latach 1890–1894 do pruskiej Izby Reprezentantów. W latach 1890–1893, 1903–1906 i 1907–1911 był posłem do Reichstagu z ramienia frakcji konserwatywnej. Od 1894 był dziedzicznym członkiem pruskiej Izby Panów, a od 1909 roku przewodniczącym śląskiego sejmiku prowincjonalnego. 1 stycznia 1900 r. Ryszard Wilhelm von Dohna został podniesiony przez cesarza do godności dziedzicznego księcia. Było to na zasadzie primogenitury, tytuł przechodził tylko na najstarszego męskiego potomka tej gałęzi rodu.
Wilhelm II odznaczył Ryszarda w 1913 roku, orderem Orła Czarnego. W chwili wybuchu I wojny światowej w 1914 roku, książę Dohna ukończył siedemdziesiąt jeden lat i pomimo tego zameldował się do czynnej służby wojskowej. Został ulokowany przy sztabie generalnym feldmarszałka Paula von Hindenburga, z przydziałem do Czerwonego Krzyża. Zmarł w sierpniu 1916 roku w Wilnie na zapalenie płuc. Został pochowany 26 sierpnia 1916 roku w Słobitach.
Ryszard Wilhelm von Dohna, jak wszyscy wschodniopruscy magnaci, przesiąknięty był poglądami rojalistyczno-militarno-konserwatywnymi. Również jego syn Ryszard Emil zu Dohna (1872–1918) był typowym Prusakiem. Książę był bardzo barwną postacią. Był okazałym mężczyzną. Wzbudzał zaciekawienie i intrygował swoim zachowaniem. Spacerując, podpierał się laską o rączce wykonanej z kości słoniowej. Rezydował w pałacu w Słobitach. Polowania były jego pasją, uwielbiał konie i doskonale powoził, cztero-, pięcio- a nawet sześciokonnym zaprzęgiem. W jego dobrach gościli znamienici przedstawiciele życia politycznego ówczesnych Niemiec.

## Małżeństwo i dzieci
W dniu 20 lipca 1868 roku ożenił się z Amalią Marianną Zofią, hrabianką zu Dohna-Schlodien, i razem ze swą młodą żoną zamieszkał w pałacu w Słobitach. Ryszard i Amalia doczekali się czterech synów, z których tylko najstarszy Ryszard Emil dożył powyżej 30 lat:
- Ryszard Emil (ur. 8 października 1872, zm. 18 listopada 1918)
- Eberhard Bolko (ur. 13 marca 1874, zm. 19 października 1886)
- Achatius Manfred (ur. 1 lipca 1875, zm. 3 marca 1898)
- Hubert Wilhelm (ur. 10 listopada 1876, zm. 23 czerwca 1896)